# 4504 Jenkinson
4504 Jenkinson este un asteroid din centura principală, descoperit pe 21 decembrie 1989 de Robert McNaught.